# Профе, Виктор Андреевич
Виктор Андреевич Профе (29.09.1913 — 02.11.1987) — советский инженер-конструктор, дважды лауреат Сталинской премии.
Родился в г. Балашов Саратовской губернии.
Окончил техническое училище в Тамбове и МВТУ им. Баумана.
Во время Великой Отечественной войны работал на Воронежском авиационном заводе.
С 1947 года работал в Арзамасе—16 (Саров). Последняя должность — главный конструктор серийно-конструкторского бюро завода «Авангард».
Дважды лауреат Сталинской премии: 1951 — за участие в разработке системы инициирования изделия РДС; 1953 — за изготовление опытных изделий РДС и освоение серийного производства РДС.
Награждён тремя орденами Трудового Красного Знамени (04.01.1954, 11.09.1956, 28.02.1978), орденом «Знак Почёта» (07.03.1962) и медалями.
Умер 02.11.1987, похоронен в Сарове на городском кладбище.
Сыновья тоже работали во ВНИИЭФ: Анатолий — начальник научно-конструкторской группы в КБ-2, затем в КБ-3; Борис — разработчик системы транспортировки ЯБП, возглавлял научно-конструкторский отдел КБ-2; Сергей — заместитель начальника научно-конструкторского бюро стандартизации.